# KGB
El KGB (en rus: Комитет Государственной Безопасности, КГБ; Komitet Gosudàrstvennoi Bezopàsnosti, traduït com Comitè per a la Seguretat de l'Estat) era la principal agència de seguretat de la Unió Soviètica del 13 de març de 1954 fins al seu col·lapse, el 6 de novembre de 1991. Format el 1954 i adjuntat al Consell de Ministre, el comitè va ser un successor directe d'agències com la Txekà, l'NKVD i el MGB. Era la principal agència governamental de «jurisdicció suprarepublicana», actuant com a seguretat interna, intel·ligència i policia secreta. A les diverses repúbliques soviètiques existiren agències semblants paral·leles, formades per diversos ministeris, comitès estatals i comissions estatals. El domini de la KGB va ser aproximadament el mateix que el de la CIA o la divisió de contraintel·ligència de l'FBI als Estats Units.
La KGB també ha estat considerada com un servei militar i estava regit per les lleis i regulacions militars, de manera semblant als diversos serveis de les Forces Armades o a les Tropes de l'Interior del MVD. Si bé la majoria dels arxius de la KGB segueixen encara com a classificats, hi ha dues fonts documentals disponibles. Les seves funcions principals eren la intel·ligència estrangera, la contra-intel·ligència, les activitats operatives i d'investigació, vigilància de les fronteres de la Unió Soviètica, protecció dels líders del Comitè Central i del govern soviètic, organització i manteniment de les comunicacions governamentals; així com la lluita contra el nacionalisme, la dissidència i les activitats anti-soviètiques.
Després separar-se de la República de Geòrgia a inicis de la dècada de 1990 amb l'ajut de Rússia, l'autoproclamada República d'Ossètia del Sud establí el seu propi KGB (mantenint el nom).

## Història
Conscient dels ambiciosos caps de l'espionatge, i després de deposar Nikita Khrusxov, el Secretari Leonid Bréjnev i el Partit sabien que calia dirigir les ambicions del President del KGB, Aleksandr Xelepin (1958-61), que havia facilitat el cop d'estat de Bréjnev contra Khrusxov (malgrat que Xelepin llavors no estava al KGB). Amb reassignaments polítics, el protegit de Xelepin, Vladímir Semitxastni (1961-67), va ser nomenat President del KGB, i el mateix Xelepin va ser degradat a la presidència del Comitè del Partit i Control de l'Estat pel Consell dels Sindicats de Comerç.
A la dècada dels 80, la liberalització de la societat soviètica mitjançant la glasnost provocà que el cap del KGB, Vladímir Kriutxkov (1988-91) encapçalés l'intent de cop d'estat per deposar el President Mikhaïl Gorbatxov. El frustrat cop d'estat acabà amb el KGB el 6 de novembre de 1991. Els successors del KGB són l'agència de la policia secreta FSB (Servei Federal de Seguretat de la Federació Russa) i l'agència d'espionatge SVR (Servei d'Intel·ligència Exterior).

### La KGB al Bloc Oriental
.

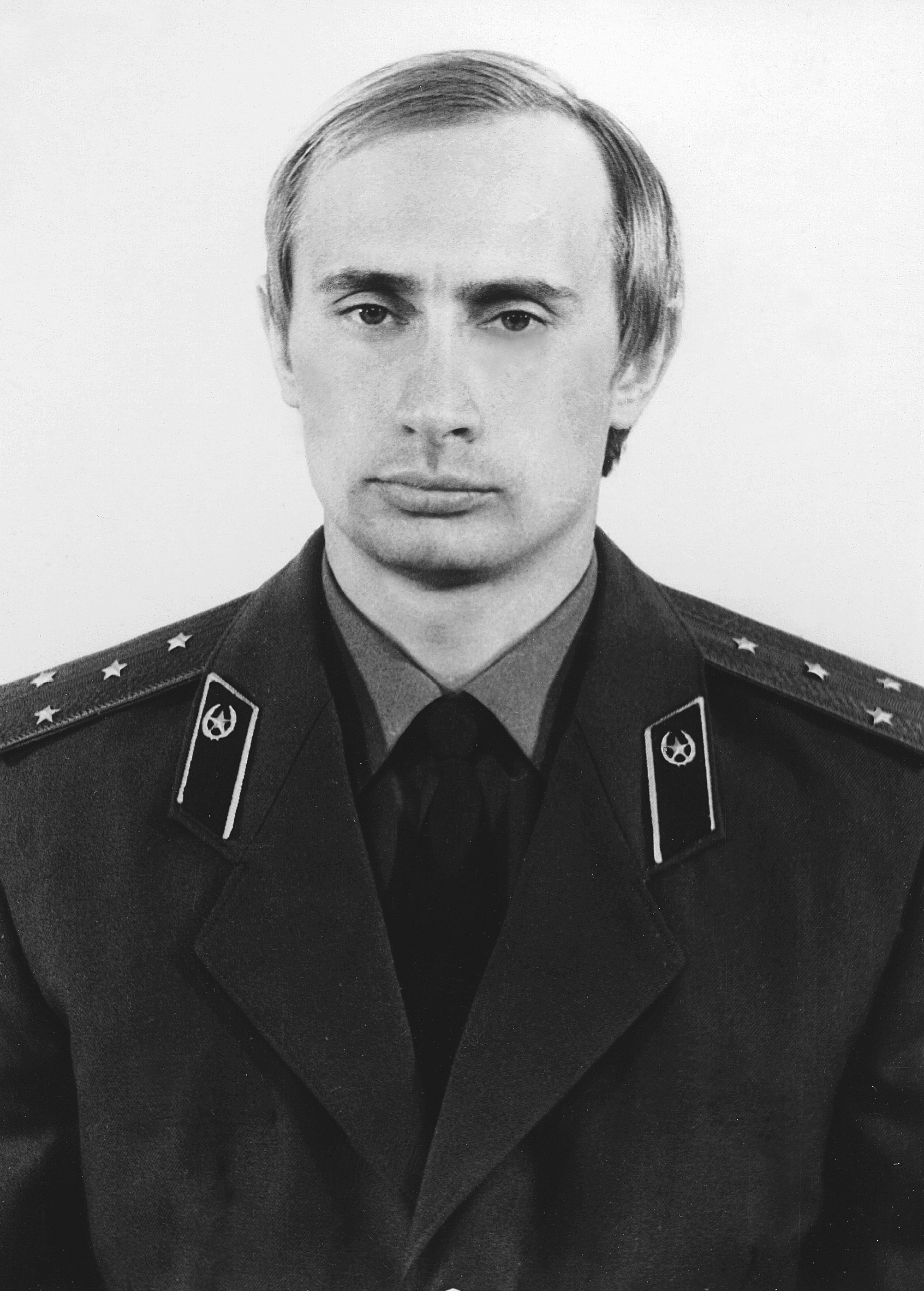
El President de Rússia Vladímir Putin treballà durant molt de temps a Dresden, Alemanya Oriental, durant la dècada dels 80s

La política durant la Guerra Freda pel KGB i pels serveis secrets dels estats satèl·lits del bloc soviètic va ser la de monitorar extensivament l'opinió pública i privada; ofegar la subversió interna i les possibles conxorxes revolucionaris a l'interior del bloc. En suport dels governs comunistes, la KGB va ser un instrument d'importància vital en l'esclafament de la Revolució Hongaresa de 1956 o de la Primavera de Praga del socialisme amb rostre humà de 1968.

### La KGB al Bloc Occidental
En els seus pronòstics el KGB havia apuntat a una inestabilitat política com a fruit de l'assumpció del poder del Papa Joan Pau II, primer bisbe de Roma que era polonès i a causa dels seus discursos separatistes i anticomunista contra el govern del Partit Obrer Unificat Polanès. Sobre aquest tema s'ha especulat que el KGB va estar involucrat en l'atemptat comès a Joan Pau II. Aquesta hipòtesi però, ha estat desmentida per ex agents del KGB com Mijail Lyubimov encara que algunes agències apunten que hi ha certes proves.
La Służba Bezpieczeństwa i el KGB varen infiltrar amb força èxit espies a l'acabat de néixer sindicat Solidaritat, a l'església Catòlica i amb l'operació X en coordinació amb el general Jaruzelski i el Partit Comunista de Polònia declarant la llei marcial a Polònia encara que la maniobra va resultar infructuosa pel fet que l'enfocament desestabilitzador i anti-comunista del sindicat Solidaritat va debilitar de forma molt acusada el govern comunista de Polònia el 1989.

## Operacions destacables
Amb l'Operació Trust, l'OGPU va enganyar amb èxit a molts dirigents russos de la dreta, contrarevolucionaris i membres del Moviment Blanc per tornar a l'URSS, a on serien jutjats. L'NKVD es va infiltrar i destruir grups trotskistes, el 1940, el català Ramon Mercader, va ser l'agent encarregat de l'assassinat de Trotski a Ciutat de Mèxic. Una de les mesures que va utilitzar el KGB va ser la desinformació, com una manera de desacreditar els enemics de l'URSS.
Segons documents desclassificats, el KGB va reclutar de manera agressiva antics oficials d'intel·ligència alemanys (principalment Abwehr) després de la guerra. El KGB els va utilitzar per penetrar en el servei d'intel·ligència d'Alemanya Occidental.
En la dècada de 1960, gràcies a informacions d'Anatoli Golitsin, desertor del KGB, el director de contraespionatge de la CIA, James Jesus Angleton, va creure que el KGB tenia agents dobles en dos llocs clau: el departament de contraespionatge de la CIA i el departament de contraintel·ligència de l'FBI, a través dels quals podrien conèixer i controlar el contraespionatge terrorista dels EUA per protegir els agents KGB infiltrats i dificultar la captura de comunistes. D'altra banda, la contraintel·ligència del KGB investigava altres fonts d'intel·ligència estrangeres, de manera que els espies podrien "oficialment" aprovar a un agent doble a la CIA com si fos algú de confiança. La CIA va capturar a alguns dels presumptes talps, com Aldrich Ames i Robert Hanssen.
El KGB va eliminar enemics de la Unió Soviètica, principalment desertors del bloc soviètic, ja fos directament o per ajudar els serveis secrets d'altres països comunistes. Un dels casos en què es creu que el KGB va estar presumptament implicat fou en l'accident aeri en què va morir Dag Hammarskjöld el 1961. Un cas més cèlebre encara en la història de l'espionatge, és el suposat enverinament del dissident búlgar Georgui Markov, a qui se li va injectar una bola de ricina mitjançant la punta d'un paraigua que s'especula va ser dissenyat pel KGB, en 1978.
La KGB va continuar desenvolupant les tècniques de kompromat de l'època estalinista. Sòn mètodes de recollir o fabricar material comprometedor per controlar o fer xantatge d'adversaris polítics. El successor, la FSB postsoviètica, va continuar la tradició. El 2012, el periodista Enric Juliana i Ricart escrivia: «El kompromat s'ha convertit en una tàctica de combat habitual a la Rússia postsoviètica.»
A mitjans de la dècada de 1970, la KGB va intentar comprar en secret tres bancs al nord de Califòrnia per accedir a secrets d'alta tecnologia. Els seus esforços van ser frustrats per la CIA. Els bancs eren el Peninsula National Bank a Burlingame, el First National Bank of Fresno i el Tahoe National Bank a South Lake Tahoe. Aquests bancs havien fet nombrosos préstecs a empreses de tecnologia avançada i tenien molts dels seus oficials i directors com a clients. El KGB va utilitzar el Moscow Narodny Bank Limited per finançar l'adquisició, i un intermediari, l'empresari de Singapur Amos Dawe, com a líder.

### Bangla Desh
El 2 de febrer de 1973, el Politburó, que estava encapçalat per Yuri Andropov en aquell moment, va exigir que els membres del KGB influïssin a Bangladesh (que aleshores s'acabava de formar) on el Sheikh Mujibur Rahman havia de guanyar les eleccions parlamentàries. Durant aquest temps, el servei secret soviètic es va esforçar molt per assegurar el suport al seu partit i els seus aliats i fins i tot va predir una victòria fàcil per a ell. El juny de 1975, Mujib va formar un nou partit anomenat BAKSAL i va crear un estat de partit únic. Tres anys després, el KGB d'aquesta regió va augmentar de 90 a 200 membres, i el 1979 va publicar més de 100 articles als diaris. En aquests articles, els funcionaris del KGB acusaven Ziaur Rahman, conegut popularment com a "Zia", i el seu règim de tenir vincles amb els Estats Units.
L'agost de 1979, el KGB va acusar alguns agents que van ser arrestats a Dacca en un intent d'enderrocament, i a l'octubre, Andropov va aprovar la fabricació d'una carta en la qual deia que Muhammad Ghulam Tawab, un vicemariscal de l'aire en aquell moment, era el principal conspirador, que va fer que la premsa de Bangladesh, Índia i Sri Lanka creguessin que era un espia nord-americà. Sota el comandament d'Andropov, el Servei A, una divisió de la KGB, va falsificar la informació en una carta a Moudud Ahmed en la qual deia que tenia el suport del govern nord-americà i el 1981 fins i tot va enviar una carta acusant l’administració Reagan de conspirar per enderrocar el president Zia i el seu règim. La carta també esmentava que després de l'assassinat de Mujib, els Estats Units van contactar amb Khondaker Mostaq Ahmad per substituir-lo com a president a curt termini. Quan es van produir les eleccions a finals de 1979, el KGB es va assegurar que el Partit Nacionalista de Bangladesh guanyés. El partit va rebre 207 dels 300 escons, però el règim de Zia no va durar gaire, va caure el 29 de maig de 1981 quan després de nombroses fugides, Zia va ser assassinat a Chittagong.

### Afganistan

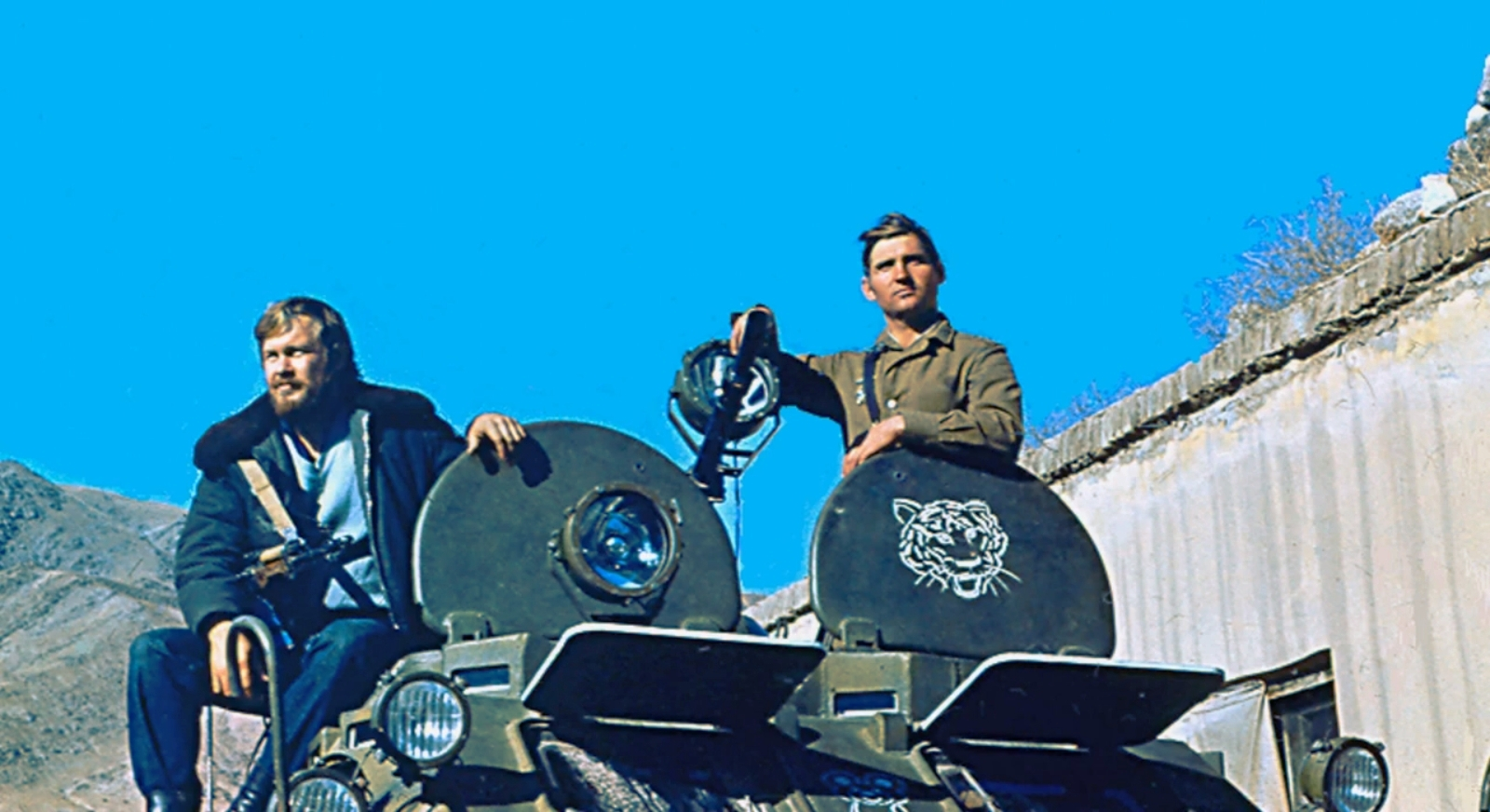
L'operatiu especial de la KGB Igor Morozov s'asseu al damunt del vehicle blindat BTR-60 a la província de Badakhshan, c. 1982

El KGB va començar a infiltrar-se a l'Afganistan el 27 d'abril de 1978. Durant aquest temps, el Partit Democràtic Popular de l'Afganistan (PDPA) planejava l'enderrocament del president Muhammad Dawud Khan. Sota el lideratge del major general Sayed Mohammad Gulabzoy i Muhammad Rafi anomenats en codi Mammad i Niruz respectivament el servei secret soviètic es va assabentar de l'aixecament imminent. Dos dies després de l'aixecament, Nur Muhammad Taraki, líder del PDPA, va emetre un avís de preocupació a l'ambaixador soviètic Alexander Puzanov i al resident de l'ambaixada del KGB a Kabul, Viliov Osadchy, que podrien haver donat un cop d'estat tres dies abans, d'aquí l'advertència. En aquest sentit, tant Puzanov com Osadchy van desestimar la queixa de Taraki i la van informar a Moscou, que va trencar un contracte de 30 anys amb ell poc després.
Aleshores, el centre es va adonar que era millor per a ells tractar amb un agent més competent, que aleshores era Babrak Karmal, que després va acusar Taraki d'acceptar suborns i fins i tot d'haver contactat en secret amb l'ambaixada dels Estats Units a Kabul. En aquest sentit, el centre es va negar de nou a escoltar i li va ordenar que prengués una posició a la residència de Kabul el 1974. El 30 d'abril de 1978, Taraki, tot i estar apartat de qualsevol suport, va liderar el cop d'estat que més tard es coneixia com a Revolució Saur, i es va convertir en el líder del país, amb Hafizullah Amin com a vicepresident del Consell de Ministres i vicepresident del Consell Revolucionari. El 5 de desembre de 1978, Taraki va comparar la Revolució de Saur amb la Revolució Russa, que va afectar Vladimir Kryuchkov, el cap de la FCD d'aquella època.
El 27 de març de 1979, després de perdre la ciutat d'Herat en un aixecament, Amin es va convertir en el següent primer ministre, i el 27 de juliol també es va convertir en ministre de Defensa. El centre, però, estava preocupat pels seus poders, ja que el mateix mes els va emetre una queixa per manca de fons i va exigir 400.000.000 de dòlars. A més, es va descobrir que Amin tenia un màster a la Universitat de Colúmbia i que preferia comunicar-se en anglès en comptes de rus. Malauradament per als serveis d'intel·ligència de Moscou, Amin va succeir a Taraki i el 16 de setembre Radio Kabul va anunciar que el PDPA va rebre una sol·licitud falsa de Taraki sobre problemes de salut entre els membres del partit. Sobre això, el centre el va acusar d'activitats "terroristes" i el va expulsar del partit.
L'endemà, el general Boris Ivanov, que estava darrere de la missió a Kabul juntament amb el general Lev Gorelov i el viceministre de Defensa Ivan Pavlovsky, va visitar Amin per felicitar-lo per la seva elecció al poder. El mateix dia, el KGB va decidir empresonar Sayed Gulabzoy, així com Mohammad Aslam Watanjar i Assadullah Sarwari, però mentre estaven en captivitat i sota una investigació, tots tres van negar l'acusació que l'actual ministre de Defensa fos un agent secret nord-americà. La denegació de les reclamacions es va transmetre a Iuri Andrópov i Leonid Bréjnev, que com a principals caps del KGB van proposar l'operació Raduga per salvar la vida de Gulabzoy i Watanjar i enviar-los a Taixkent des de la Base aèria de Bagram donant-los passaports falsos. Amb això i un recipient segellat en el qual estava estirat un Sarwari gairebé sense alè, van arribar a Taixkent el 19 de setembre.
Durant la investigació continuada a Taixkent, els tres van ser sotmesos a vigilància en una de les sales durant quatre setmanes on van ser investigats per la fiabilitat de les seves afirmacions pel KGB. Poc després, van quedar satisfets amb els resultats i els van enviar a Bulgària per a una retirada secreta. El 9 d'octubre, el servei secret soviètic va tenir una reunió en la qual Bogdanov, Gorelov, Pavlonsky i Puzanov eren els principals caps que estaven discutint què fer amb Amin, que va ser molt dur a la reunió. Després de la reunió de dues hores, van començar a preocupar-se que Amin establiria una república islàmica a l'Afganistan i van decidir buscar una manera de tornar a posar Karmal. El van portar a ell i tres ministres més en secret a Moscou, temps durant el qual van discutir com tornar-lo al poder. La decisió va ser portar-lo de tornada a Bagram abans del 13 de desembre. Quatre dies després, el nebot d'Amin, Asadullah, va ser portat a Moscou pel KGB per a un tractament d'intoxicació alimentària aguda.
El 19 de novembre de 1979, el KGB va tenir una reunió en la qual van parlar de l'operació Cascade, que es va posar en marxa a principis d'aquell any. L'operació va dur a terme bombardejos amb l'ajuda de GRU i FCD. El 27 de desembre, el centre va rebre notícies que les Forces Especials de la KGB Alpha i Zenith Group, amb el suport del 154è OSN GRU, també conegut com a batalló musulmà i paracaigudistes del 345è Regiment Aerotransportat de Guàrdies Independents, van assaltar el Palau Tajbeg i van matar Amin i els seus 100–150. guàrdies personals. El seu fill d'11 anys va morir a causa de les ferides de metralla. Els soviètics van instal·lar Karmal com a successor d'Amin. Diversos altres edificis governamentals van ser confiscats durant l'operació, incloent l'edifici del Ministeri de l'Interior, l'edifici de Seguretat Interior (KHAD) i l'edifici de l'Estat Major (Palau Darul Aman). Dels 54 operadors de la KGB que van assaltar el palau, 5 van morir en acció, inclòs el coronel Grigori Boyarinov, i 32 van resultar ferits. Els veterans del grup Alpha diuen aquesta operació com una de les més reeixides de la història del grup. El juny de 1981, hi havia 370 membres al servei d'intel·ligència del KGB controlat per l'Afganistan a tot el país, que estaven sota el comandament d'Ahmad Shah Paiya i havien rebut tota la formació que necessitaven a la Unió Soviètica. Al maig de 1982, el Ministeri de l'Interior es va establir a l'Afganistan sota el comandament de KHAD. El 1983, Boris Voskoboynikov es va convertir en el següent cap de la KGB mentre Leonid Kostromin es va convertir en el seu viceministre.

## Cop d'estat d'agost de 1991
El 18 d'agost de 1991, el president del KGB, Vladimir Kryuchkov, juntament amb altres set líders soviètics, van formar el Comitè Estatal de l'Estat d'Emergència i van intentar enderrocar el govern de la Unió Soviètica.
El propòsit de l'intent de cop d'estat era preservar la integritat de la Unió Soviètica i l'ordre constitucional. El president Mikhaïl Gorbatxov va ser arrestat i es van fer intents ineficaços d'apoderar-se del poder. En dos dies, l'intent de cop d'estat es va esfondrar.
El KGB va ser succeït pel Servei Federal de Contraintel·ligència (FSK) de Rússia, que va ser succeït pel Servei Federal de Seguretat de la Federació Russa (FSB).

## Seccions
La KGB estava formada per les següents seccions i destacaments independents:
- Departament de Personal
- Departament de Finances
- Departament d'Administració
- Secretariat
- Direcció de suport Tècnic
- Arxius
- Comitè del PCUS
- Força de Guàrdies del Kremlin – sota control del 9é Directori-. Era l'escolta del Presidium del Soviet Suprem de l'URSS.

Les estructures dels destacaments d'Operaciones Especials de la KGB (OSNAZ) com el Grup Alpha, el Grup Beta, el Delfí i el Vímpel es desconeixen.

## Directors
| Directors de la KGB                           | 1917–1991             |
| --------------------------------------------- | --------------------- |
| Felix Edmundovitx Dzerjinski (Cheka/GPU/OGPU) | 1917–1926             |
| Viaxeslav Rudólfovitx Menjinski (OGPU)        | 1926–1934             |
| Guénrikh Grigórievitx Iagoda (NKVD)           | 1934–1936             |
| Nikolai Ivànovitx Iejov (NKVD)                | 1936–1938             |
| Lavrenti Pàvlovitx Béria (NKVD)               | 1938–1941             |
| Vsévolod Nikolàievitx Merkúlov (NKGB)         | 1941 (febrer–juliol)  |
| Lavrenti Pàvlovitx Béria (NKVD)               | 1941–1943             |
| Vsévolod Nikolàievitx Merkúlov (NKGB/MGB)     | 1943–1946             |
| Víktor Semiónovitx Abakúmov (MGB)             | 1946–1951             |
| Semió Denísovitx Ignàtiev (MGB)               | 1951–1953             |
| Lavrenti Pàvlovitx Béria (MGB)                | 1953 (març–juny)      |
| Serguei Nikíforovitx Kruglov (MGB)            | 1953–1954             |
| Ivan Aleksàndrovitx Serov (KGB)               | 1954–1958             |
| Aleksandr Nikolàievitx Xelepin (KGB)          | 1958–1961             |
| Vladímir Iefímovitx Semitxastni (KGB)         | 1961–1967             |
| Iuri Andrópov (KGB)                           | 1967–1982             |
| Vitali Vassílievitx Fedortxuk (KGB)           | 1982 (maig–desembre)  |
| Víktor Mikhàilovitx Txébrikov (KGB)           | 1982–1988             |
| Vladímir Aleksàndrovitx Kriutxkov (KGB)       | 1988–1991             |
| Vadim Víktorovitx Bakatin (KGB)               | 1991 (agost–novembre) |

## Insígnies

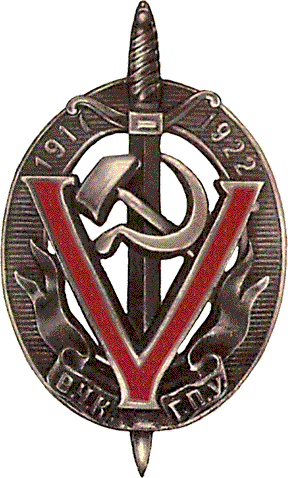
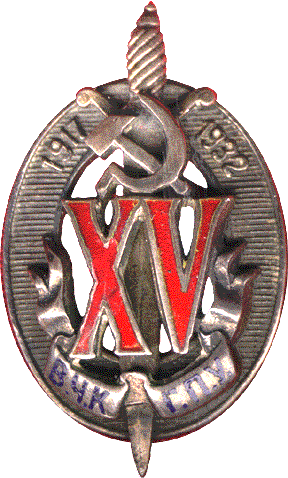
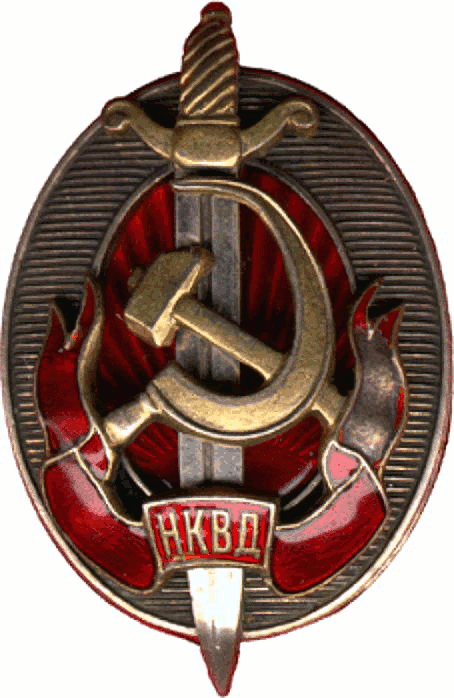
NKVD
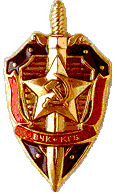
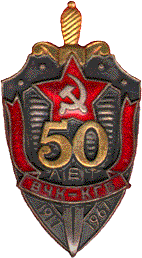
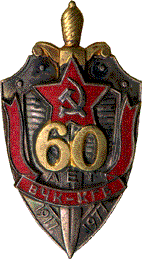
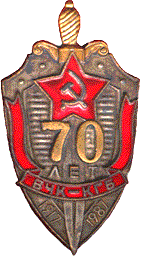
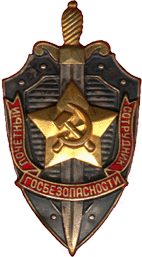
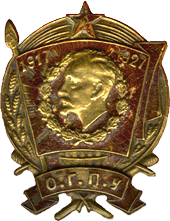
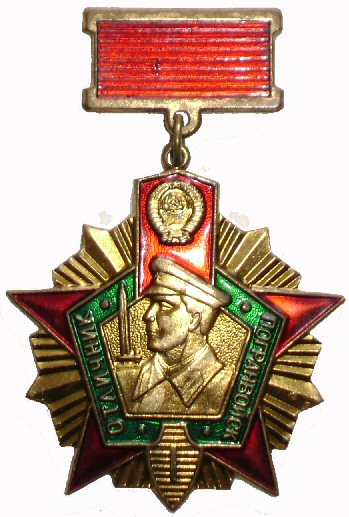
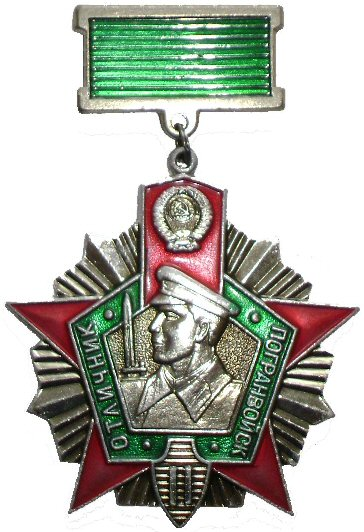
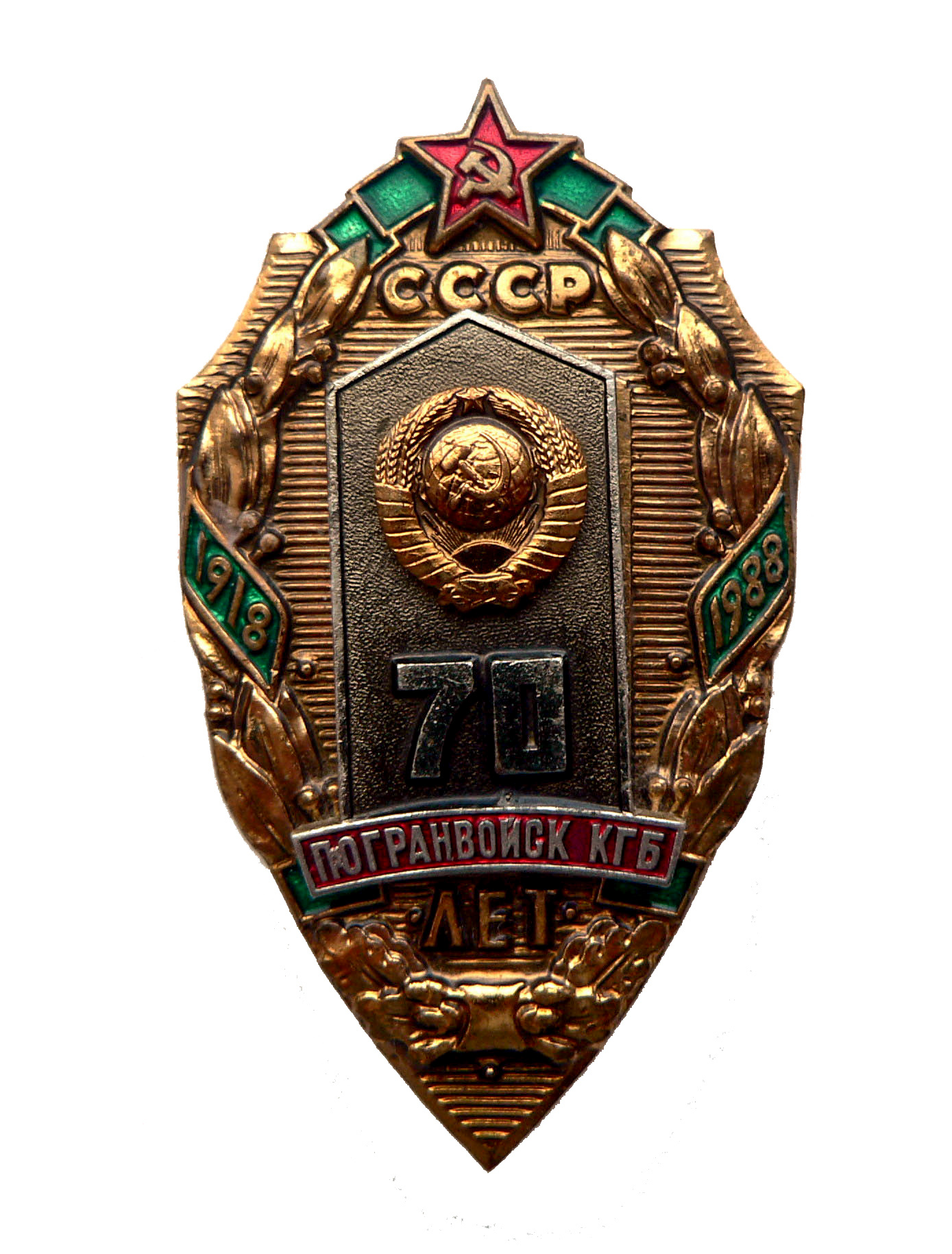
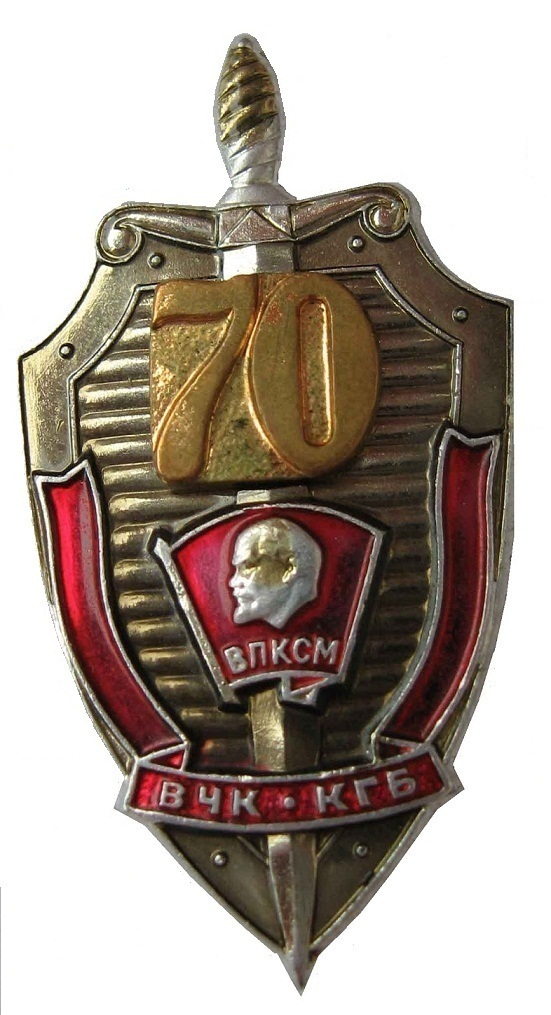
Komsomol KGB